# 魔笛
《魔笛》（德語：Die Zauberflöte, 發音：[ˈdiː ˈt͡saʊ̯bɐˌfløːtə] ⓘ），目錄第620號，是莫扎特的倒數第二部歌剧，于1791年9月30日在维也纳維登劇院首演，由莫扎特亲自指挥，作者于同年去世。
这部歌剧取材自诗人克里斯多夫·马丁·维兰德（C. M. Wieland，1733-1813）的童话集《金尼斯坦》中一篇名为《璐璐的魔笛》（德語：Lulu oder die Zauberflöte）的童话，1780年后由伊曼紐爾·席卡內德改编成德语歌剧脚本。

## 背景

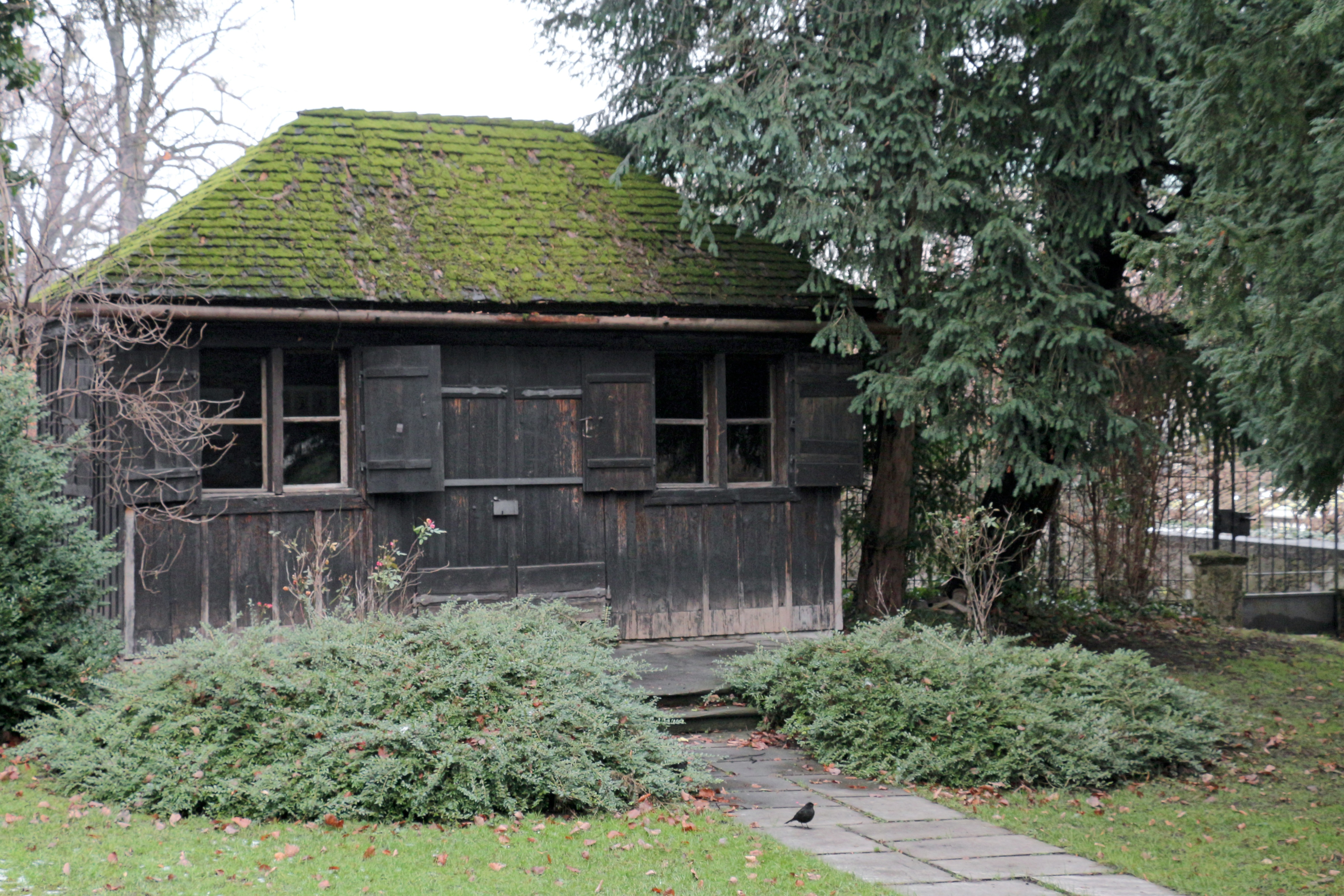
莫札特創作《魔笛》之地——「魔笛小屋」（Zauberflötenhäuschen）

用德语演唱的《魔笛》是在莫扎特生命中的最后一年創作的。当时莫扎特生活窘迫、疾病交加、抑郁不得志，处于极度绝望的境况，但他的创作热情依然很高，所以当维登劇院经理伊曼紐爾·席卡內德提出请他为一部德语歌剧谱曲时，他很快就同意了。为了方便莫扎特专心创作，席卡内德将莫扎特任性的妻子送到外地疗养，并在剧院附近租了一个小房「魔笛小屋」给莫扎特住。1791年7月，莫扎特谱曲到一半的时候接到命令赴布拉格，在利奧波德二世加冕礼的庆典上指挥他的另一部義大利語歌剧《狄托的仁慈》，同时，他又接受了弗朗茨·馮·瓦爾塞格的委托，写一部悼念伯爵亡妻的《安魂曲》。回到维也纳后至9月，莫扎特终于完成了《魔笛》全剧的谱曲，在仅仅排练了两日后9月30日，于维也纳郊外的维多剧院首演，由莫扎特亲自指挥。
由於劇本作家席卡內德和莫扎特本人都是共济会的會員，《魔笛》的劇情和音樂設計皆有顯著的共濟會色彩。

## 角色

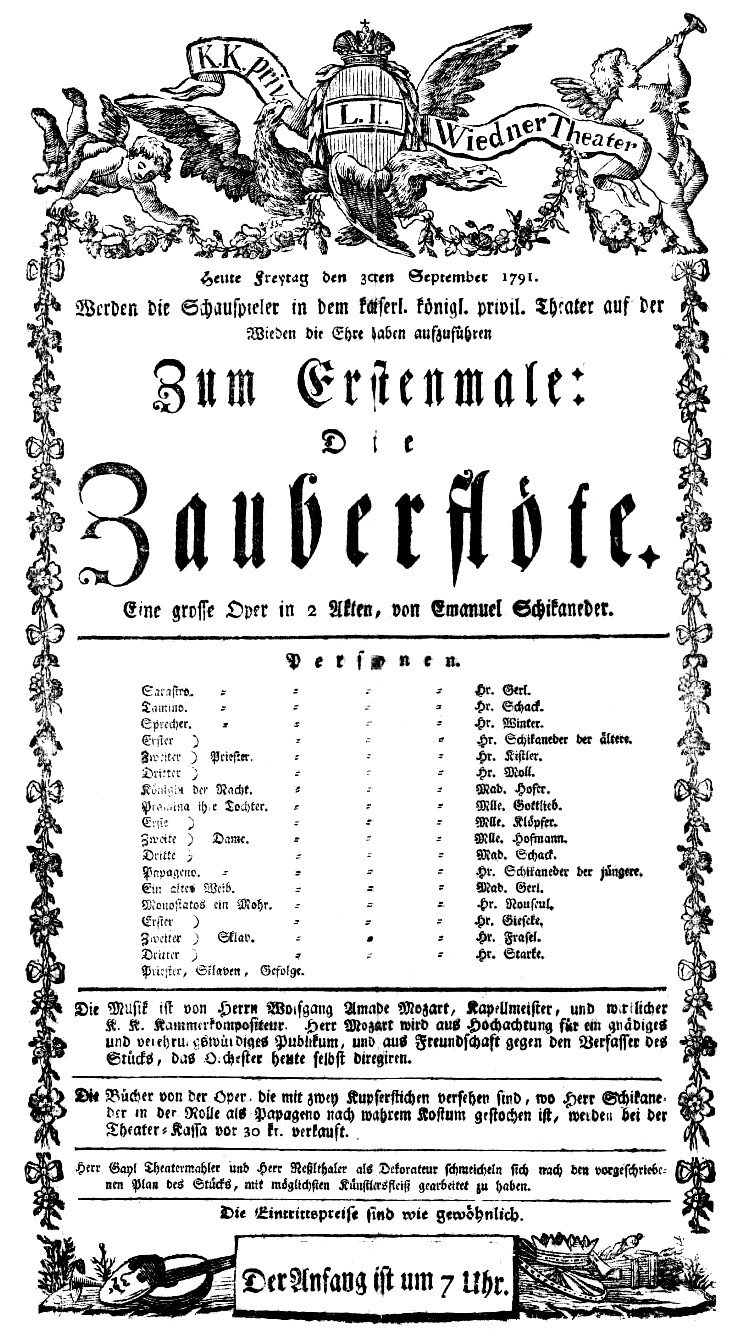
1791年9月30日首演节目单，具体内容见脚注

| 角色                         | 聲部                       | 1791年9月30日首演 （指挥：沃尔夫冈·阿马德乌斯·莫扎特） |
| ---------------------------- | -------------------------- | ------------------------------------------------------ |
| 塔米諾（）                   | 男高音                     | Benedikt Schack                                        |
| 帕帕基諾（）                 | 男中音                     | 伊曼紐爾·席卡內德                                      |
| 帕米娜（）                   | 女高音                     | Anna Gottlieb                                          |
| 夜（）                       | 女高音                     | Josepha Hofer                                          |
| 薩拉斯妥（）                 | 男低音                     | Franz Xaver Gerl                                       |
| 三位侍女（Drei Damen）                 | 两名女高音、次女高音       | Mlle Klöpfer、Mlle Hofmann、Mme Elisabeth Schack       |
| 摩罗（Monostatos）                     | 男高音                     | Johann Joseph Nouseul                                  |
| 三位仙童（Drei Knaben）                 | 男童高音、女低音、次女高音 | 安娜·席卡内德、Anselm Handelgruber、Franz Anton Maurer |
| 辯者（Sprecher）                     | 低男中音                   | Herr Winter                                            |
| 三位祭司（Drei Priestern）                 | 男高音、两名男低音         | Johann Michael Kistler、厄尔班·席卡内德、Herr Moll     |
| 帕帕基娜（Papagena）                 | 女高音                     | Barbara Gerl                                           |
| 兩位鎧甲兵（Zwei Geharnischten）               | 男高音、男低音             | Johann Michael Kistler, Herr Moll                      |
| 三位奴隶（Drei Sklaven）                 |                            | Karl Ludwig Giesecke、Herr Frasel、Herr Starke         |
| 神父、女人、群众、奴隶、合唱 |                            |                                                        |

## 剧情
在逝去的年代裡，世界一度陷入失衡的狀態。日和夜，陰和陽，決然的分開了。在夜的世界裡，萬物無法繁殖。在日的領域裡，萬物得不到休養生息。人類苦不堪言，卻無法知道，為何世界亂了秩序？唯有認為，這是一個詛咒。

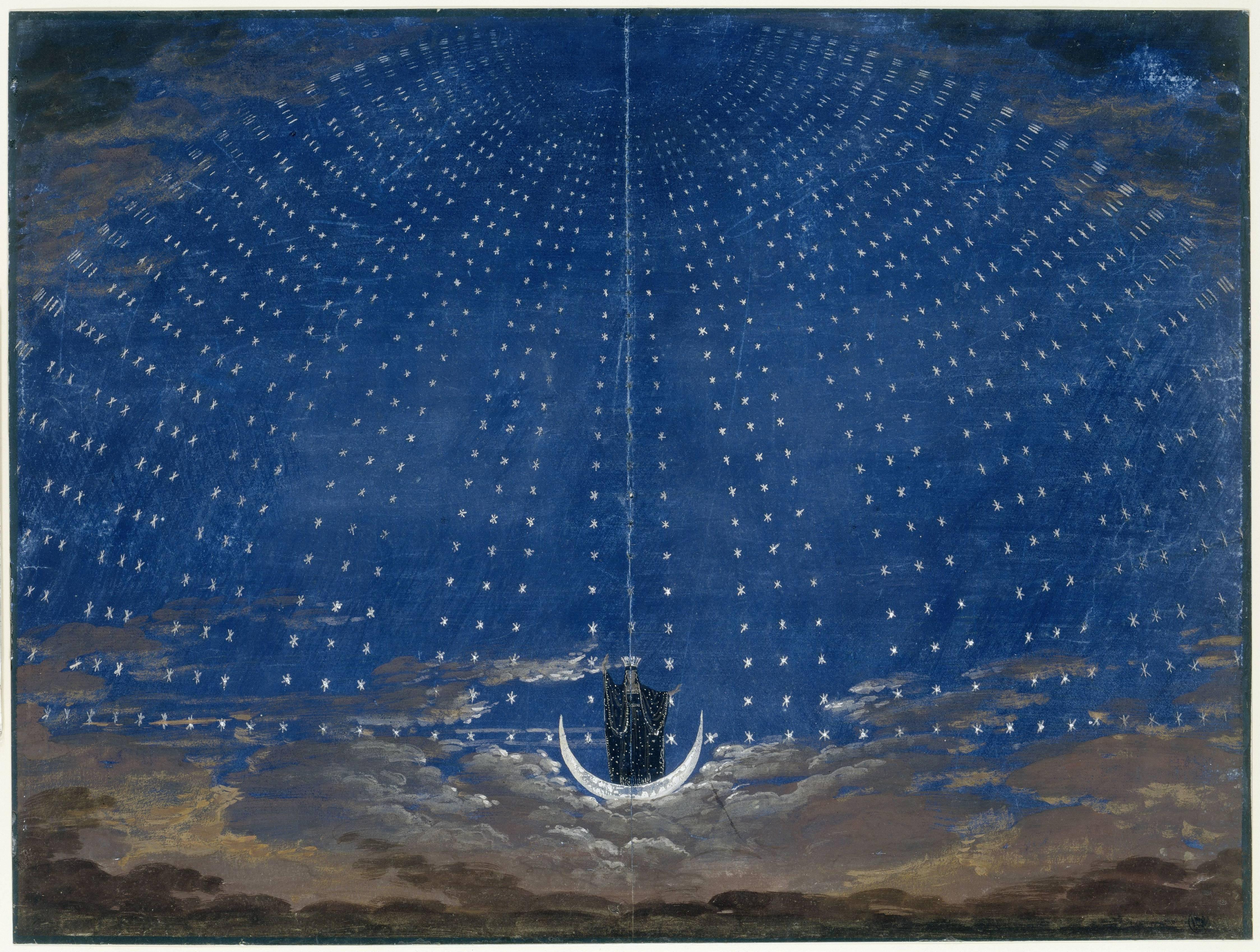
夜后降臨；卡爾·弗里德里希·申克爾為1815年的演出所設計的舞台效果

第一景
流浪途中，在穿越日和夜的分界時，塔米諾王子遇到了一條兇惡的大蟒蛇，就在和它惡鬥、力盡不支而昏迷的時候，為夜后的三位侍女所救。在這裡塔米諾認識了一位天真快樂的捕鳥人帕帕基諾。並從三位侍女處得知夜后的女兒帕米娜公主，由薩拉斯妥管束在日之界。此人是信奉伊西斯和歐西里斯的大祭司，曾經是帕米娜父親的得力助手。當公主之父過世後，他取得大日輪。從此日夜分離。
第二景
王子看到帕米娜的畫像，頓生愛慕之心。立誓要救出公主。
第三景
夜后把帕米娜許配給塔米諾，並贈給王子一支魔笛，也贈予帕帕基諾一具魔鈴，這兩件逢凶化吉的法器。另派三個仙童帶路，好去救出小公主。奪回大日輪，恢復世界的秩序。
第四景
美貌溫柔的帕米娜公主，不堪看守摩羅的騷擾，決心出逃卻不幸失敗，在掙扎中昏倒。就在這時，和王子失散的帕帕基諾正好經過，他奇特的捕鳥裝嚇走了摩羅。帕帕基諾告訴公主，夜后找到了一位英俊勇敢的王子前來救她，帕米娜聽了非常歡喜，兩人一同歌頌夫妻之情的偉大。
第五景
在三位仙童的引導下，塔米諾王子來到了日之界。那兒有三個入口，分別是慧（理性）、天（自然）、悟（智慧）。塔米諾試了慧之門和天之門，卻被神秘的聲音所斥回，王子並不就此而灰心，他接著走向悟之門，這時有一位辯者從悟走出來。辯者告訴塔米諾，薩拉斯妥並不是如王子所想的惡魔，反而是一位有大愛的聖者，正在努力恢復世界的平衡，重建人間天堂。
第六景
由於夜后想要以迷信、仇恨和奴役來統治世界，帕米娜之父在死前把大日輪交給了薩拉斯妥。為了不讓帕米娜公主受到夜后復仇思想的影響，所以把她留在日之界。任何人如果想要進入日之界，必須通過考驗。塔米諾對辯者的話半信半疑，準備離開，但在聽到神秘聲音說帕米娜仍活著時，塔米諾轉憂為喜。
在等待中，塔米諾吹起笛子，美妙動聽，林間的動物都出來共舞，令他心曠神怡，也感受了魔笛的法力。他用笛聲呼喚帕米娜，而遠處傳來帕帕基諾的排笛聲，王子便循聲尋找。。
第七景
帕米娜和帕帕基諾聽到王子的笛聲更加快腳步，同笛聲的方向跑去。不巧摩羅率領奴隸部下趕上前來。帕帕基諾情急之餘，祭出魔鈴。摩羅和奴隸們從未聽過這種天音，樂得手舞足蹈。與被鈴聲所引來的動物一起載歌載舞離場。
第八景
兩人才剛鬆了一口氣。不巧又碰上薩拉斯妥視察。帕帕基諾嚇得四處躲藏，公主則決定從實道出逃跑原因。薩拉斯妥寬恕了帕米娜，但還是不准她回夜之界去見夜后。這時辯者帶領塔米諾到來，雖然素昧平生，然而倆人心有靈犀且一見鍾情，立即相擁在一起，互許了終身。

### 第二幕

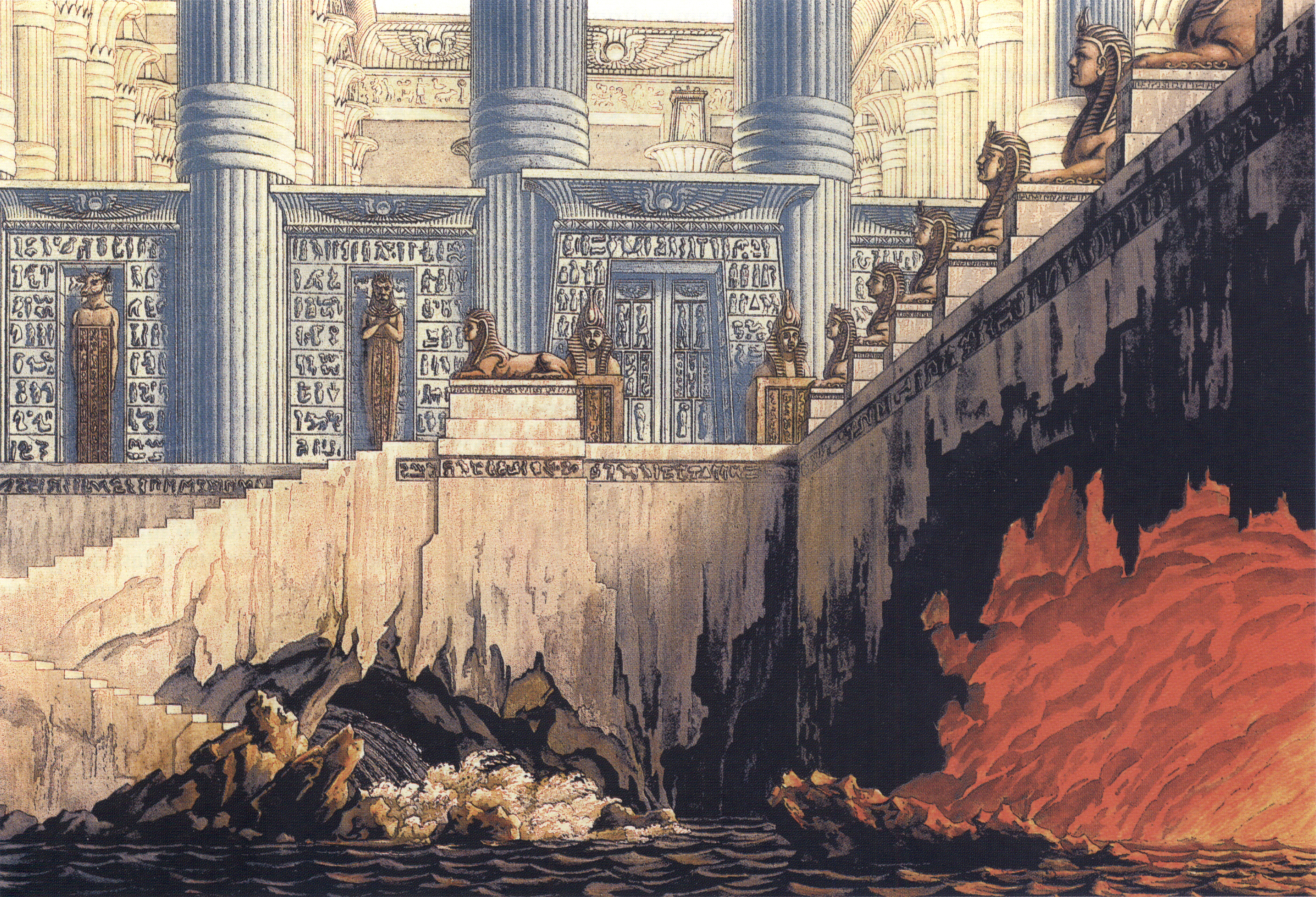
水與火的考驗

第九景
世界各地智者，為了解決日夜不調所引起的民生疾苦，紛紛前來加入薩拉斯妥，群聚苦思解決之道。薩拉斯妥告知他們，由於一個年輕王子的來到，日夜圓融可期。因為帕米娜懷有啟動陰，也就是夜的月輪，和大日輪結合，日夜循環就恢復了。塔米諾年齡出身足以和帕米娜相配，同時他具有美德，既勇敢又仁慈，當王子通過測驗後，也就是他讓賢的時候。世界秩序將由年輕的一對來重建。由於測驗非凡人肉身所能承受，薩拉斯妥向天神祝禱，祈求賜給力量。祈禱後，為激勵塔米諾，大祭司使喚帕米娜來和王子一見。帕米娜苦求王子不要接受這凡身無法通過的試驗，然而王子已下了決心。
第十景
兩位祭司前來為塔米諾和帕帕基諾作測驗的準備。王子一心只想救出公主，意志非常堅定。捕鳥人則是不情不願的。祭司說：「想不想要一個帕帕基娜呀？」帕帕基諾才勉強留了下來。倆位祭司離去後，三個侍女從地底鑽出來，要塔米諾和帕帕基諾跟著她們離開。因為這個考驗並不是凡身所能承受，恐有性命之憂。但塔米諾不為所動。三個侍女的動靜被發現後，祭司召來大雷把她們轟回了地底。兩位祭司進來恭喜塔米諾和帕帕基諾，測驗通過了。
第十一景
在薩拉斯妥後花園裡，美麗的帕米娜公主在花叢中睡著了。不死心的摩羅躡手躡腳的進來。看到帕米娜的美睡姿，又起心想偷吻公主，卻被突然現身的夜后嚇得躲了起來。夜后認為塔米諾受了薩拉斯妥的影響，已經背叛了她。大怒地拿出一把銀匕首來，要帕米娜殺了大祭司，不然母女永遠不會團圓。自從大日輪到了薩拉斯妥的手上之後，夜后的法力漸漸消退。然而公主卻不認為這是背叛。因為她死去的父親，生前非常認同薩拉斯妥的理想，一度想要加入他的司祭團。
夜后呼喚了復仇之神後，怒氣沖沖的離去。在一旁竊聽的摩羅立即跑出來威脅公主，被薩拉斯妥斥退。帕米娜向薩拉斯妥求情，請他放過她的母親。大祭司說：他知道夜后及其隨從正潛入了地底，四處找尋復仇的機會，但是她們不會得逞的。他也不會以報復的方式去對待她們。因為在這些聖殿內部，只有愛和寬恕才能使人類得救，進入更好的國度。必須饒恕敵人，不喜歡此教義者，便不配有做人資格。
第十二景
塔米諾和帕帕基諾的第二個測驗是沉默。捕鳥人不理王子一再的提醒，直吵著要喝水，就來了一個樣子醜陋的小老太婆，拿了一杯水給他，又說她芳齡十八，有一個男朋友名叫帕帕基諾，捕鳥人正錯愕間，一聲大雷轟走了她，也叫帕帕基諾嚇破了膽。這時三位仙童把被祭司收走的魔笛和魔鈴帶來，又送了一桌酒菜，帕帕基諾酒醉飯飽之餘，聒噪不休。塔米諾則吹著魔笛，心裡想著公主。帕米娜循笛聲到來，見到塔米諾就滿心歡喜，然而王子卻因正受第二個測驗而無法與她對談，而愛說話的帕帕基諾在這時不光是吃了滿嘴的飯菜，又偏偏想起之前的大雷聲，也無法答應公主的話。沉默讓帕米娜以為王子變了心，傷心而去。
第十三景
在道場裡，薩拉斯妥和眾智者感謝天神讓塔米諾通過了頭兩個考驗。接下來就是危險的火水考驗。
第十四景
雖然沒有通過第二次考驗，然而帕帕基諾漫不在乎，祭司告訴他已經沒了加入日之界最高層的希望，不過天神懶得罰他了。樂天的捕鳥人只吵著要喝酒，因為這些有關世界什麼的話，還不如一杯好酒來得實在。帕帕基諾被留在洞穴裡，也得了一大杯酒。喝得興起，唱起酒歌來，但恨沒有女人作伴。那位被大雷轟走的小老太婆又出現了，並說如果帕帕基諾不答應娶她，那他就終生出不了這裡，捕鳥人勉強答應了。小老太婆現出本相來，原來是一個年輕可愛的小姐兒且身穿捕鳥裝，名叫帕帕基娜。倆人正要相擁，祭司出現強拉走了帕帕基娜。
第十五景
傷心欲絕的帕米娜公主，以為永遠見不到塔米諾了，想要用夜后給她刺殺薩拉斯妥的銀匕首自殺。三位仙童及時到來，告訴公主王子沒有變心，為了對人類的大愛，塔米諾已把自身性命置之度外。
第十六景
在面對火和水的考驗時，帕米娜及時趕到，願和王子死生與共。魔笛本是帕米娜之父採千年古木，在二個電閃雷鳴，風雨交加的特殊時辰製成。只要吹著它，任何危險都可安然度過。在帕米娜的陪伴下，塔米諾吹起魔笛，通過了火與水的考驗，脫胎換骨，成為日之男的一份子。
第十七景
帕帕基諾四處的找尋帕帕基娜不果，最後決定使用苦肉計，希望可感動天神還他帕帕基娜。他試著以上吊來博取同情，可惜無效。幸好三位仙童又及時的來到，並教他使用魔鈴，果不其然的叫出了帕帕基娜。共結連理，作一對快活的人間夫妻。
第十八景
摩羅惱羞成怒，便去遊說夜后。夜后答應將帕米娜公主賞賜給他，條件是帶領她們一行人從地底密道進入薩拉斯妥神殿裡，好把七環大日輪搶回，從而以她的方式來統治世界。在進到地底不久摩羅誤觸機關，這條密道就永遠封了起來。
第十九景
在神殿裡，薩拉斯妥把大日輪傳給了塔米諾。從此陰陽和諧，世界的秩序也恢復了。

## 分析

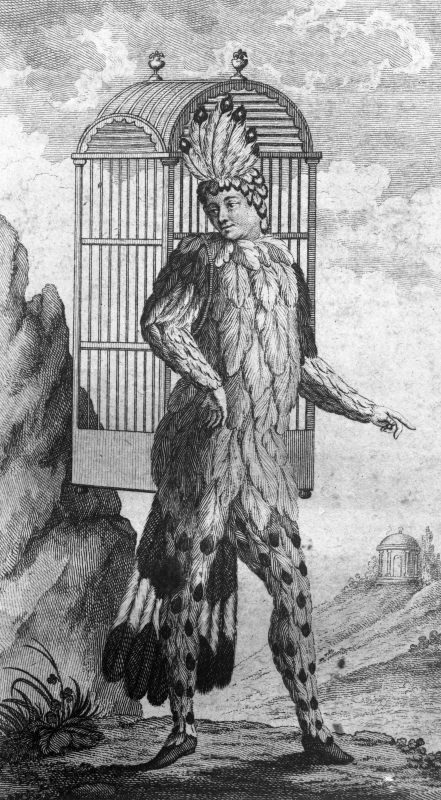
由《魔笛》作詞者伊曼紐爾·席卡內德親演的帕帕基诺

《魔笛》是一部多元化的歌剧，莫扎特在其中放入了许多歌剧元素，他融合了18世纪以前德、奥、義、法、捷等国家所特有的各种音乐形式和戏剧表现手法，使其音乐语言更为丰富。可以说它是一部集大成的歌唱剧，在当时维也纳通俗戏剧的构架上完美統合了意大利歌剧与德国民谣的风格，既带有正剧的严谨又包含着喜剧的灵活。
歌剧的序曲以奏鸣曲的形式从统一全剧的降E开始，精美的弦乐声华丽而且流畅。如泉水源源涌出，象征着光明和美好的生活。塔米諾这一角色属抒情男高音，他在剧中的两首咏叹调《這幅畫像迷人美艷》及《你的魔韻多麼壯盛》旋律极其优美，很好的描画出这个抒情式的人物细致丰富的内心。帕米娜这个角色外柔内刚，莫扎特为她写的所有唱段都令人印象深刻。其中与捕鳥人帕帕基諾的二重唱《那些感受到愛情的男人》最为经典，柔美的旋律充分体现出莫扎特的天才之处。帕帕基諾是剧中带有喜剧因素的一个亮点，在第一幕中的《我正是一個捕鳥人》以民谣为基调，生动灵活、轻松的刻画出其快乐的天性。夜后的咏叹调是按标准的意大利正歌剧风格写的，其在第一幕中的《噢，別發抖，我的愛子》这首咏叹调分为三个部分，由抒情到花腔唱段，旋律有节制的变化；而第二幕中的《地獄之復仇沸騰在我心中》是一首极为华丽的花腔咏叹调，可说是花腔女高音咏叹调史上数一数二的名曲。作为这部歌剧中的灵魂人物，夜后一角的好坏直接影响作品的整体艺术水准，其由善到恶，转变的背后要求极微妙的分辨，莫扎特以最难的华彩乐段来刻划她的本质，超越人声的华彩本身也赋予了她狂暴的心情以讽刺的色彩，在非常高的音域（高音F），以快速的唱法，混合了乐声的重复音、断音和长笛的相竞赛。

## 多媒體片段

### 第一幕
- 第一景，帕帕基諾，〈快樂的捕鳥人〉（Der Vogelfänger bin ich ja; The bird catcher am I）
- 第一景，塔米諾，〈這畫像美得令人心碎〉（Dies Bildnis ist bezaubernd schön; This image is enchantingly beautiful）
- 第一景，夜后，〈噢，別發抖，我的愛子〉（O zittre nicht, mein lieber Sohn; Oh, tremble not, my beloved son）
- 終曲，塔米諾，〈你的魔韻多麼壯盛〉（Wie stark ist nicht dein Zauberton; How strong is thy magic tone）

### 第二幕
- 第一景，薩拉斯妥，〈伊希斯和奧西里斯〉（O Isis und Osiris; O Isis and Osiris）
- 第三景，摩羅，〈所有的生物都感受到愛的狂喜〉（Alles fühlt der Liebe Freuden; All feel the joys of love）
- 第三景，夜后，〈地獄之復仇沸騰在我心中〉（Der Hölle Rache kocht in meinem Herzen; Hell's vengeance boileth in mine heart）
- 第三景，薩拉斯妥，〈在這些聖殿內部〉（In diesen heil'gen Hallen; Within these sacred halls）
- 第四景，帕米娜，〈啊！我感覺它消失了〉（Ach, ich fühl's, es ist verschwunden; Ah, I feel it, it is vanished）
- 第五景，帕帕基諾，〈女孩或婦人〉（Ein Mädchen oder Weibchen; A girl or a woman）
- 第十景，帕帕基諾與帕帕基娜，〈帕，帕，帕，帕帕基諾〉（Pa–, pa–, pa–, Papageno!）

## 外部連結
- 《魔笛》：谱子和报道（德语），《莫扎特全集》
- 《魔笛》：国际乐谱典藏计划上的乐谱
- 莫札特歌劇－魔笛